# Порт-Роял (Пенсільванія)
Порт-Роял (англ. Port Royal) — місто (англ. borough) в США, в окрузі Джуніата штату Пенсільванія. Населення — 807 осіб (2020).

## Географія
Порт-Роял розташований за координатами 40°32′2″ пн. ш. 77°23′22″ зх. д. / 40.53389° пн. ш. 77.38944° зх. д. (40.533772, -77.389460). За даними Бюро перепису населення США в 2010 році місто мало площу 1,56 км², уся площа — суходіл.

## Демографія
Згідно з переписом 2010 року, у селищі мешкало 925 осіб у 386 домогосподарствах у складі 255 родин. Густота населення становила 593 особи/км². Було 424 помешкання (272/км²).
Расовий склад населення:
| - 95,6 % — білих - 0,4 % — корінних американців - 0,1 % — чорних або афроамериканців - 0,1 % — азіатів - 2,8 % — осіб інших рас |

До двох чи більше рас належало 1,0 %. Частка іспаномовних становила 4,0 % від усіх жителів.
За віковим діапазоном населення розподілялося таким чином: 25,0 % — особи молодші 18 років, 58,1 % — особи у віці 18—64 років, 16,9 % — особи у віці 65 років та старші. Медіана віку мешканця становила 39,2 року. На 100 осіб жіночої статі у селищі припадало 96,8 чоловіків; на 100 жінок у віці від 18 років та старших — 88,6 чоловіків також старших 18 років.
Середній дохід на одне домашнє господарство становив 43 263 долари США (медіана — 38 625), а середній дохід на одну сім'ю — 55 608 доларів (медіана — 49 444). Медіана доходів становила 38 750 доларів для чоловіків та 33 750 доларів для жінок. За межею бідності перебувало 15,3 % осіб, у тому числі 12,0 % дітей у віці до 18 років та 16,8 % осіб у віці 65 років та старших.
Цивільне працевлаштоване населення становило 354 особи. Основні галузі зайнятості: виробництво — 19,5 %, освіта, охорона здоров'я та соціальна допомога — 18,9 %, роздрібна торгівля — 11,0 %, мистецтво, розваги та відпочинок — 8,8 %.